# Stompwijk
Stompwijk is een dorp en voormalige gemeente, onderdeel van de gemeente Leidschendam-Voorburg, gelegen ten oosten van de Vliet of Rijn-Schiekanaal, en aan de Stompwijkse vaart. Stompwijk grenst aan de gemeente Zoeterwoude in het oosten en Voorschoten in het westen, Zoetermeer in het zuiden en Leiden in het noorden. Stompwijk is een echt polderdorp, gelegen tussen uitgestrekte polders waaronder de Zoetermeersche Meerpolder. Door de aanwezigheid van de tot 1965 door binnenschippers gebruikte Stompwijkse Vaart wordt het dorp gekenmerkt door zeer vele draai- en ophaalbruggetjes langs de vaart. Tussen de Stompwijkseweg en de buurtschap Wilsveen ligt een bekende en druk bezochte molendriegang ('de drie molens') met een visgelegenheid in de Driemanspolder.
Door de snelle verstedelijking bij Zoetermeer en Leidschenveen verandert het dorp meer en meer van een groene oase in een verstedelijkt landschap. In de omgeving liggen verschillende grote recreatieprojecten zoals Vlietland, de Leidschendammerhout, de Noord Aa, het Zoetermeerse Westerpark en natuurgebieden als de Vogelplas Starrevaart.
Stompwijk telde in 2009 2352 inwoners. Het dorp Stompwijk heeft geen eigen postcode en plaatsnaam in het postcodeboek, voor de postadressen ligt Stompwijk daarom 'in' Leidschendam.
Stompwijk ontstond samen met Wilsveen in de 13de eeuw bij de grootschalige ontginning van het toen nog uit 'wilde venen' bestaande Hollandse binnenland. Stompwijk komen we al tegen in 1285 onder de naam Stompwijc. Anders dan het nabijgelegen gehucht Wilsveen was en is Stompwijk een echt polderdorp. In 1938 ging de toenmalige gemeente samen met Veur op in de gemeente Leidschendam.
Aan de overzijde van de Vliet ligt de kern Leidschendam, dat vroeger de naam Veur droeg. Tussen beide dorpen in lag vroeger een overtoom, ongeveer op de plaats waar nu Sluis Leidschendam ligt. De neogotische Sint-Laurentiuskerk werd in 1878 gebouwd naar een ontwerp van Evert Margry.

## Betekenis van de plaatsnaam
De betekenis van de naam Stompwijk is niet helemaal duidelijk. Het woorddeel 'wijk' is ontleend aan het Latijn vīcus ‘dorp, gehucht, hoeve, wijk. Waarschijnlijk is 'stomp' verwant aan woorden als stobbe, strubbe, stramp en stronk in de betekenis van 'afgeknotte boom.' Een naam die past bij de geografische gesteldheid van dit natte en beboste gebied met veen.

## Geboren in Stompwijk
- Gerardus Cornelis van Noort (1861-1946), katholiek theoloog
- Niek Mooyman (1916-1994), burgemeester
- Willem Hoogeveen (1946-2020), beeldend kunstenaar
- Edwin Vurens (1968), voetballer
- Tim Oliehoek (1979), regisseur
- Cees Juffermans (1982), schaatser
- Thom van Beek (1991), schaatser
- Tjilde Bennis (1997), schaatsster

## Media
- De Dorpsketting, plaatselijk weekblad verschijnt sinds 1970
- Stichting Oud Stompwijk, houdt zich bezig met de geschiedenis van Stompwijk.

## Fotogalerij

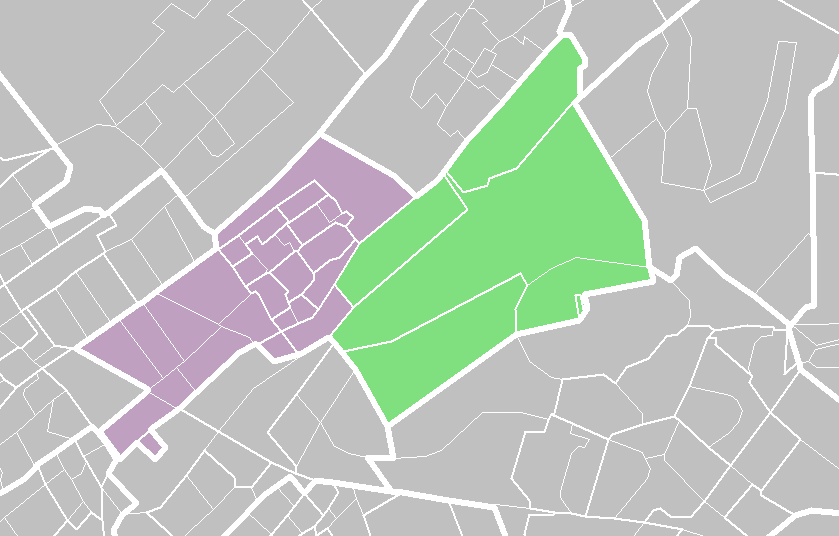
In groen: gebied van Stompwijk en Wilsveen binnen de gemeente Leidschendam-Voorburg
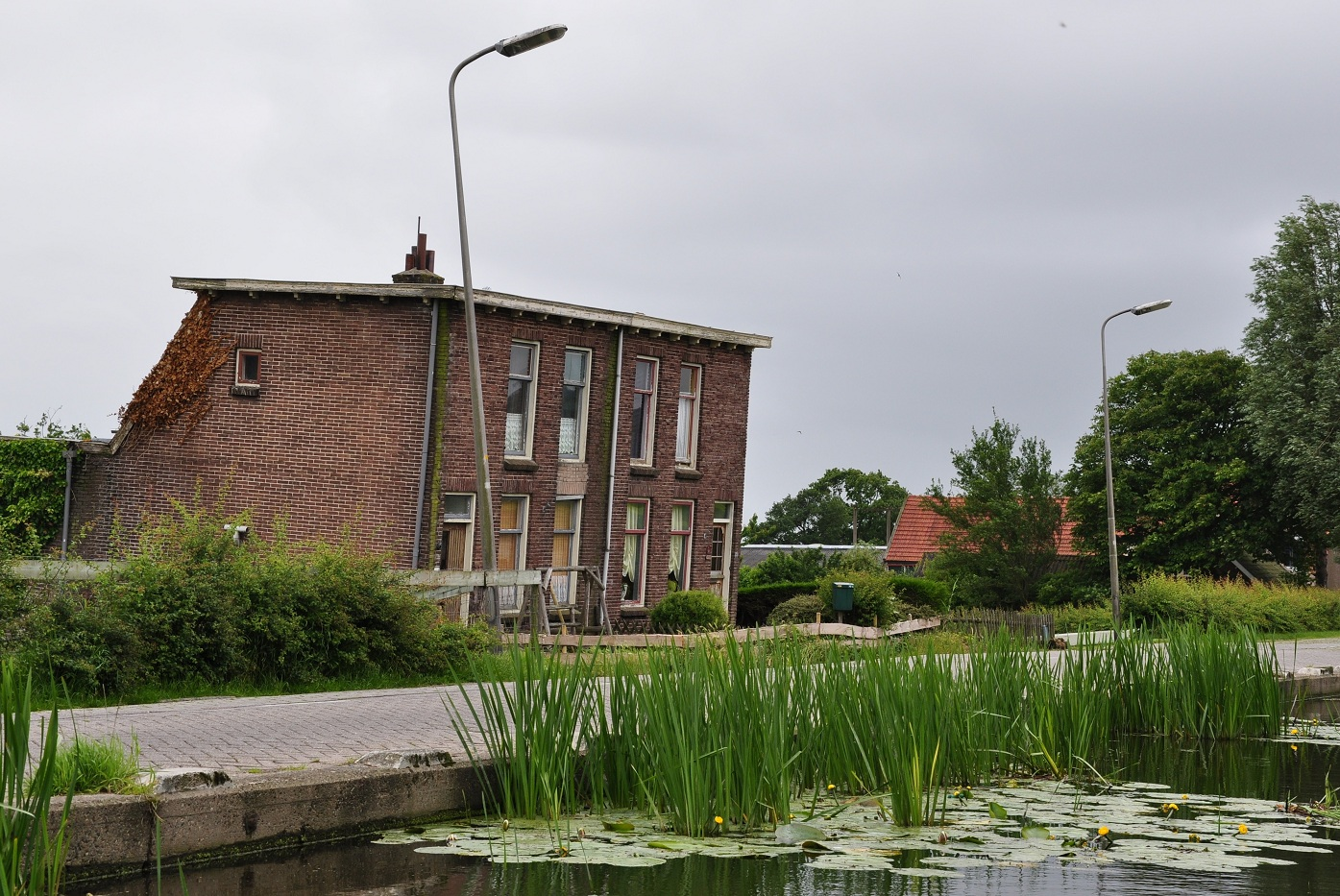
Scheefgezakte huizen aan de Stompwijkseweg
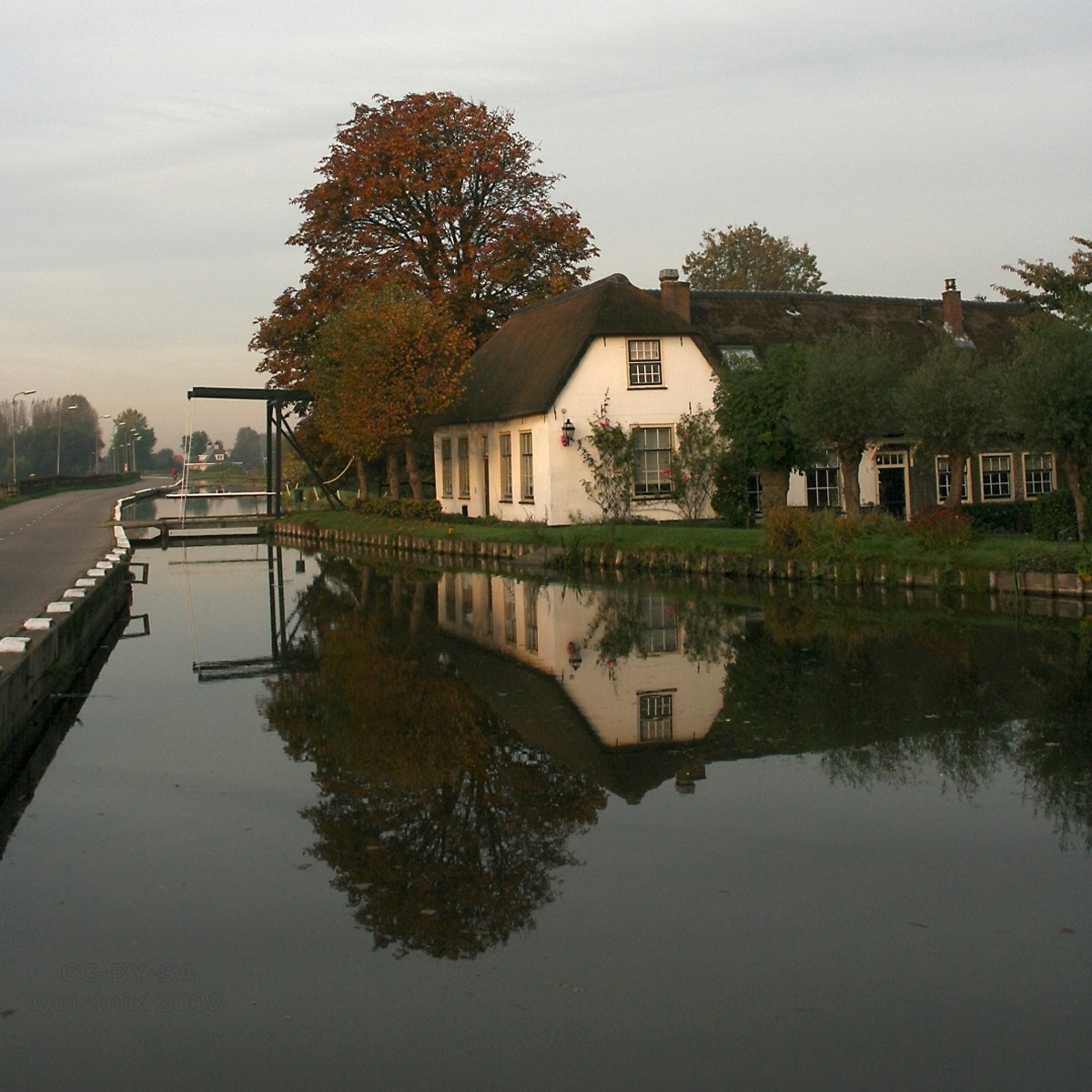
Boerderij langs de Stompwijksevaart
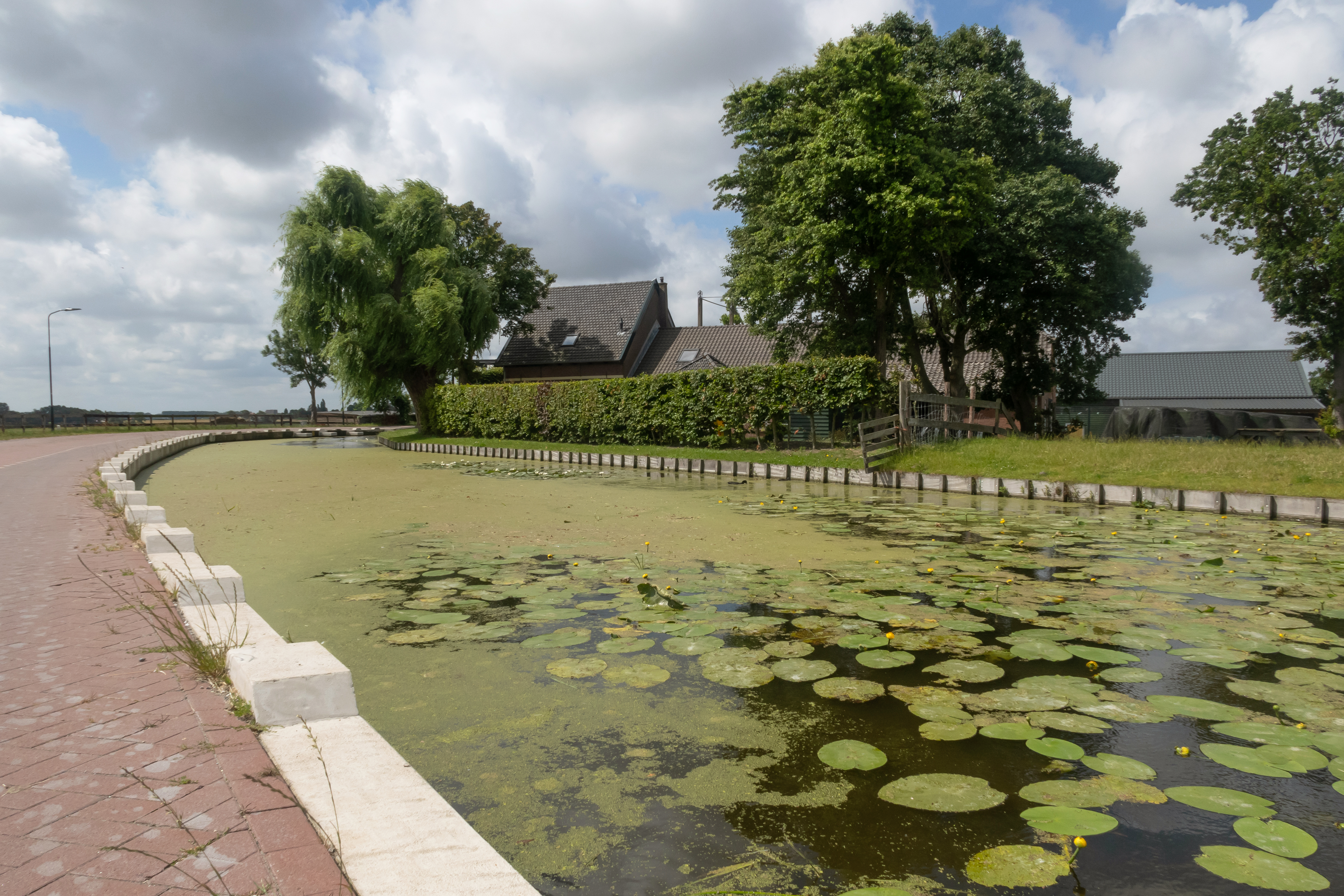
Stompwijkse Vaart
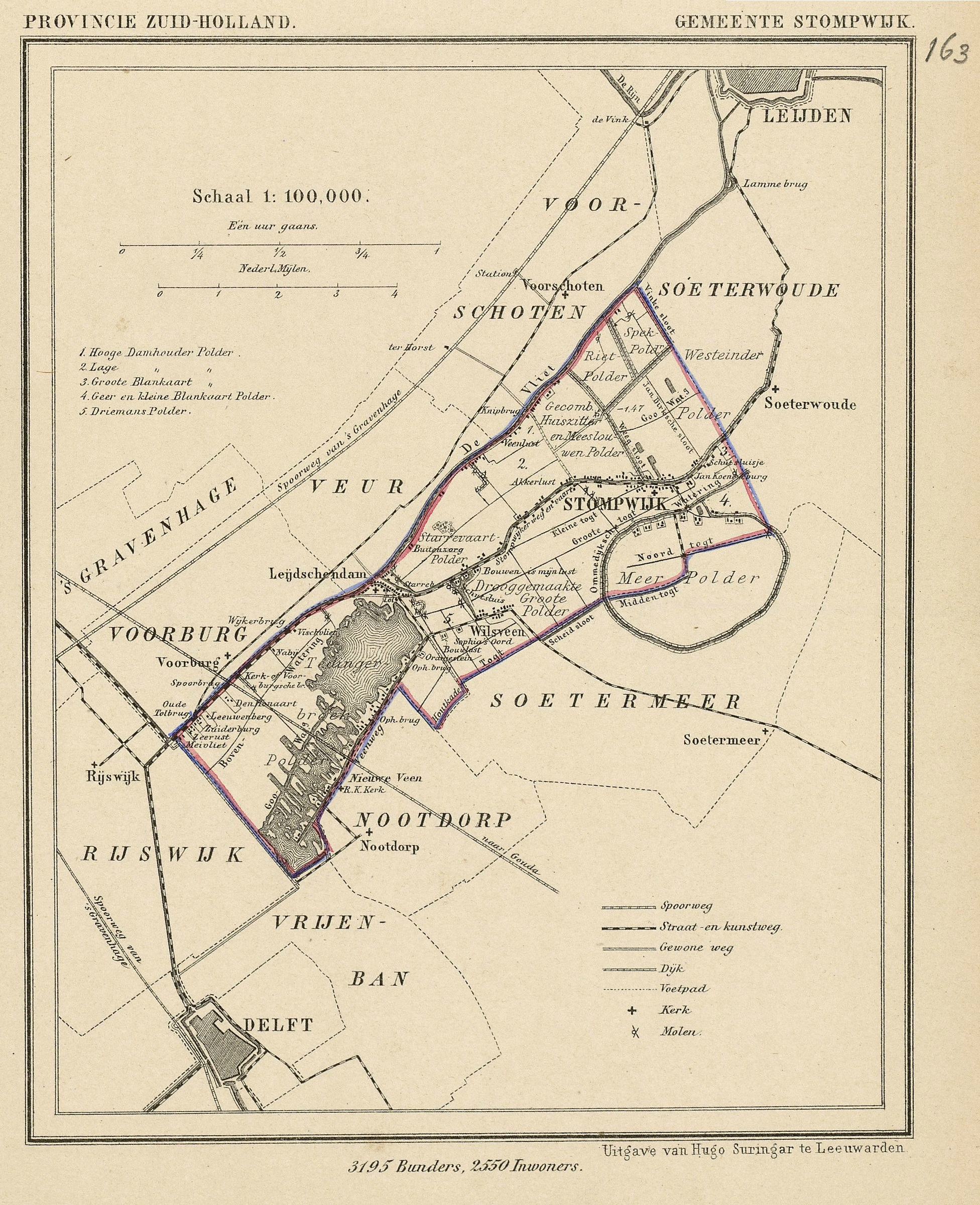
Kaart van de voormalige gemeente Stompwijk rond 1870
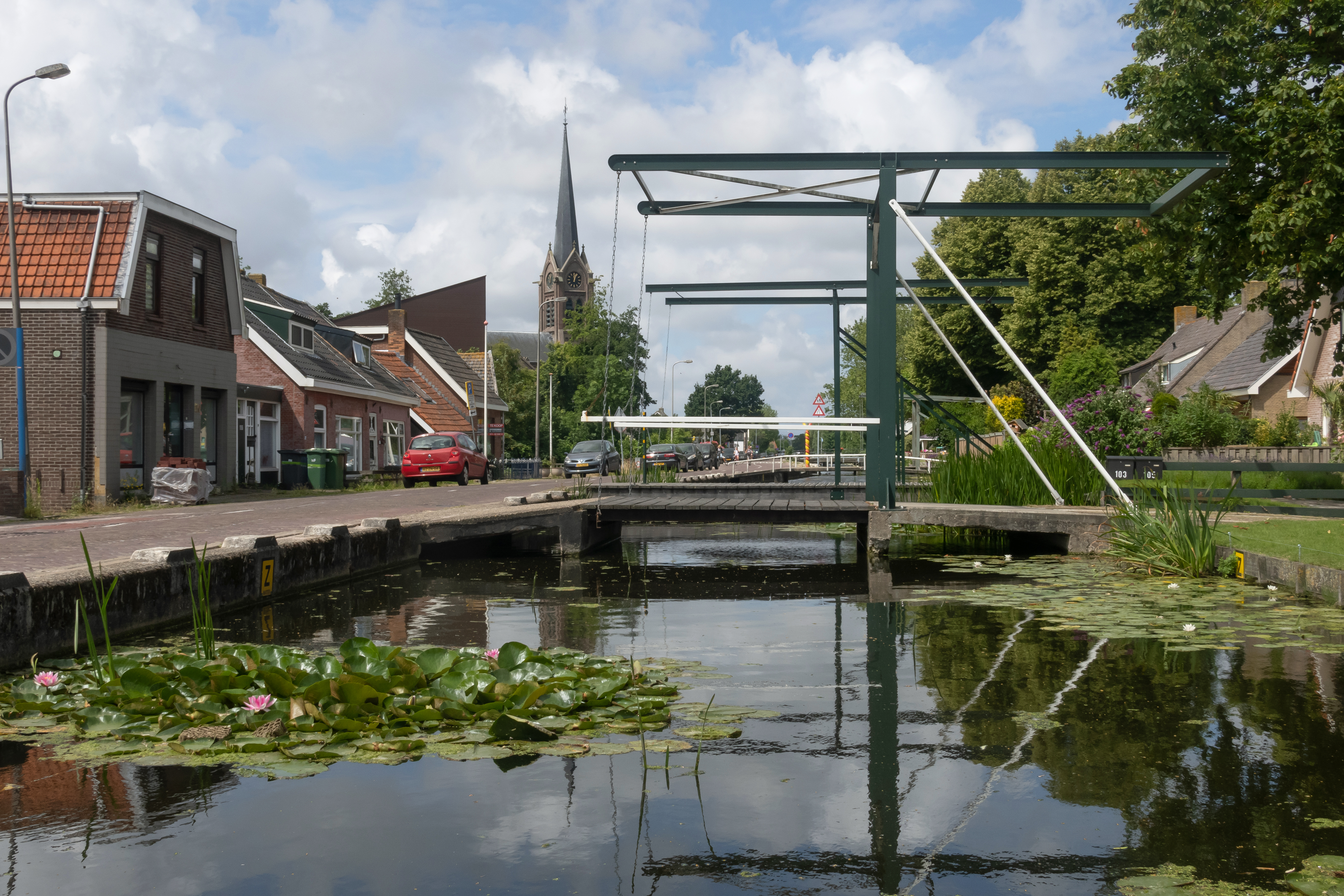
Centraal Stompwijk
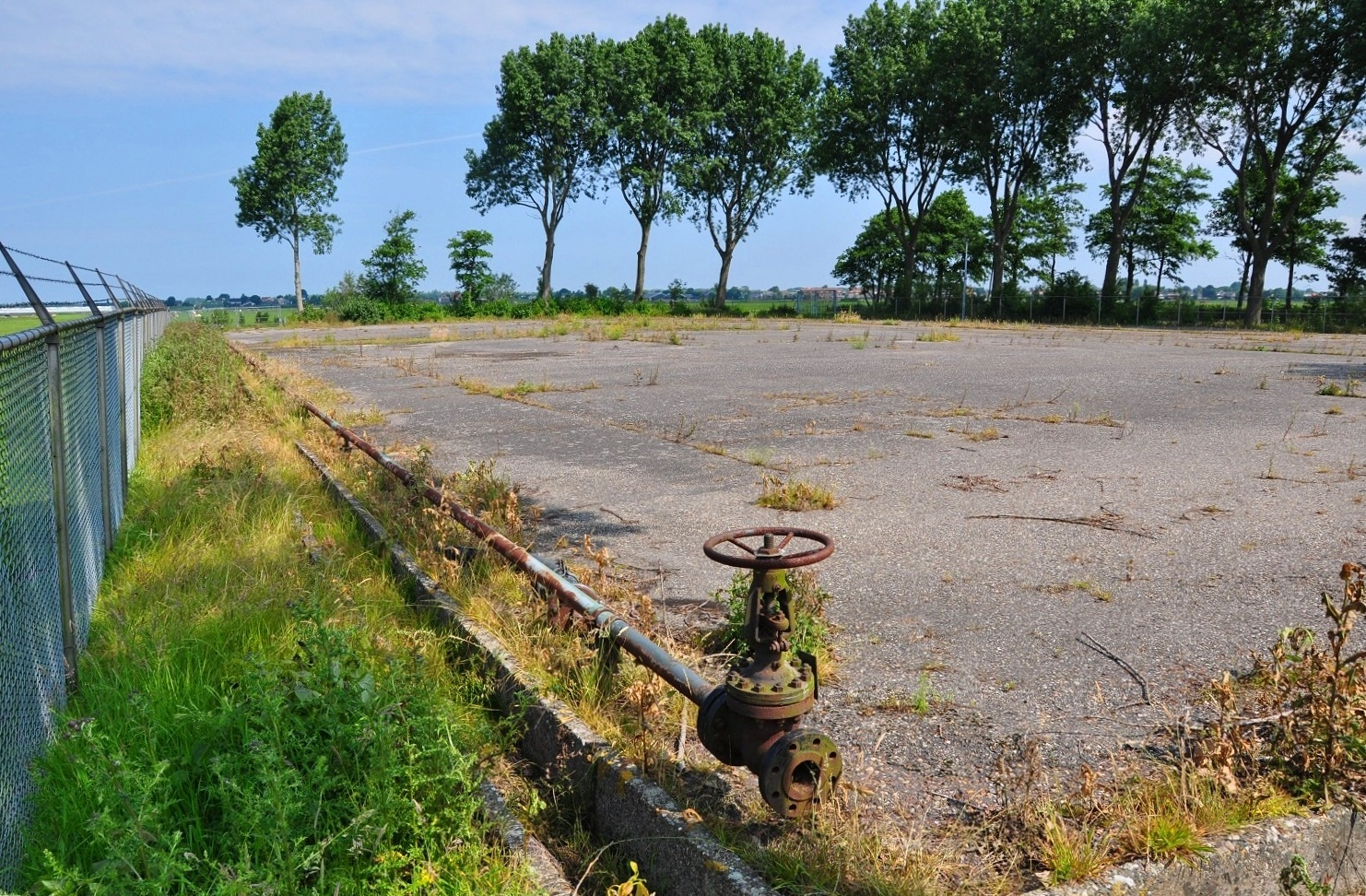
Voormalige oliewinplaats van de NAM
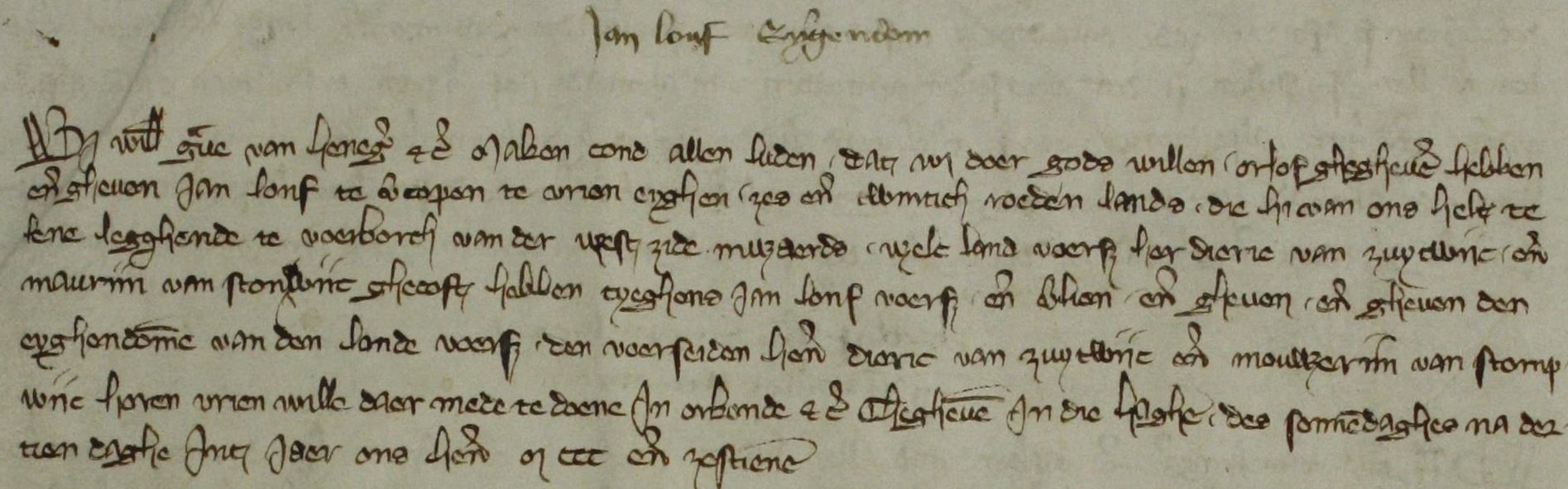
In 1317 verwerft Mouwerijn van Stompwijk het recht op een stuk grond in Stompwijk

- Library of Congress Control Number: n83052483
- Nationale Bibliotheek van Israël: 987007553089305171
- Virtual International Authority File: 123191660

Leidschendam · Stompwijk · Voorburg    Buurtschappen: Meer · Oostvliet · Wilsveen

Zuid-Holland: Steden en dorpen      Nederland: Provincies · Gemeenten